# Non può essere!
Non può essere! è una serie televisiva venezuelana trasmessa dall'8 marzo 2010 al 10 gennaio 2011. La serie è uno spin-off a sè stante di Somos tú y yo e vede come protagoniste Sheryl Rubio e Rosmeri Marval nei rispettivi ruoli di Sheryl Sánchez e Rosmery Rivas.
In versione italiana la serie è stata trasmessa su Frisbee la prima volta l'11 settembre 2011.

## Trama
La serie narra l'avventura di sei ragazze piene di talento iscritte al concorso "Lottando per la Fama", presentata dal giovane Carmelo Heraldo, per aspiranti cantanti che si svolge presso la fattoria "La Sorpresa", gestita da Beatriz Rocas e dai suoi due figli, Hendrick e Josh, che, insieme al suo migliore amico Kike combina sempre un sacco di pasticci. In questo reality show ci sono molte sfide da affrontare che spesso mettono in difficoltà le giovani cantanti. La vita alla fattoria riserva molte sorprese: le ragazze sono spesso costrette ad occuparsi della pulizia dei cavalli, di lezioni di yoga e concorsi di bellezza, e vengono massacrate ogni giorno con le lezioni di Tatiana, la loro insegnante di ginnastica. Tra le ragazze vi sono molte rivalità, soprattutto tra Sheryl Sanchez e Rosmery Rivas, le più brave del gruppo, che fanno la corte all'amato Hendrick. Spesso Rosmery ha la meglio, ma alla fine è sempre Sheryl, con la sua amica e compagna di stanza Abril a vincere le sfide. Il presentatore, Carmelo, è un ragazzo orgoglioso, presuntuoso e vanitoso che mette sempre in mostra la sua bellezza e i suoi muscoli, e anche se desidera sempre conquistare le ragazze migliori, suo malgrado, durante la serie svilupperà un forte sentimento verso la grintosa Abril, manifesterà il sentimento con gesti piccoli, ma molto frequenti e significativi, dichiarandosi apertamente alla grintosa ballerina solo nell'ultima puntata, per paura di perderla, e scoprendo di essere pienamente ricambiato. Suo padre Marcos è il direttore del programma, è particolarmente tirchio e non intende mai spendere un solo centesimo per la produzione. Sheryl condivide la stanza con Tina e la sua migliore amica Abril, Rosmery invece la condivide con Rosie e Laura. La serie si conclude con tutti quanti riuniti fuori nella fattoria. Il che vuole dire che la vincitrice di "Lottando per la Fama" non è stata proclamata. 
Perciò la serie finisce in cliffhanger, cioè rimane in sospeso.

## Episodi
| Stagione | Episodi | Prima TV originale | Prima TV Italiana |
| -------- | ------- | ------------------ | ----------------- |
| 1        | 50      | 2010-2011          | 2011-2012         |

## Personaggi e interpreti
- Sheryl Sánchez, interpretata da Sheryl Rubio è doppiata da Monica Vulcano.

Canzoni interpretate da Giulia Luzi
È una ragazza dolce, determinata e romantica, che sogna di essere una cantante, con un grande talento vocale. Parteciperà alla trasmissione "Lottando per la Fama", in cui riuscirà a vincere la maggior parte dei concorsi e a realizzare il suo sogno di diventare una cantante. Arrivata alla fattoria, mostra ben presto attrazione per Hendrick, per cui si troverà in conflitto con la sua rivale Rosmery. Viene ricambiata fin dall'inizio da Hendrick infatti durante la serie si baceranno un paio di volte e alla fine della serie si fidanzano. A differenza di Rosmery, è una ragazza semplice, acqua e sapone con una bandana in testa tipicamente hippy, che le conferisce appunto l'appellativo di "Hippy" o di "Figlia dei Fiori".
- Rosmery Rivas, interpretata da Rosmeri Marval è doppiata da Laura Latini.
È una ragazza attraente e molto sarcastica, pungente, impulsiva e vendicativa, ma soprattutto è smorfiosa, le piace il glamour ed è convinta che tutto il mondo giri intorno a lei. Ossessionata dalla moda, è la ragazza più bella e vanitosa della fattoria. Non sopporta Sheryl, sua principale rivale nel concorso televisivo, ed ha un debole per Hendrick, il quale durante gli episodi non ricambia il suo amore. Tra lei e Sheryl raramente ci sono buoni rapporti. Viene definita "Contessina", "Smorfiosa" o "Insopportabile" da Sheryl, e chiamata affettuosamente "Mary Mary" da Laura. Si diverte a prendere in giro Sheryl e le sue amiche, ma viene quasi sempre battuta da quest'ultima nelle gare del programma. Anche a lei piace Hendrick, cosa che la farà litigare frequentemente con Sheryl. Inoltre cerca sempre di separare Hendrick e Sheryl. Rosie è la sua migliore amica, anche se la tratta sempre come una serva.
- Hendrick Welles, interpretato da Hendrick Bages è doppiato da Fabrizio De Flaviis.
È un ragazzo gentile, solare e campagnolo, figlio di Beatriz e fratello maggiore di Josh. Il suo passatempo preferito è andare a cavallo e giocare a baseball. Non sa ballare e dice anche che non sa cantare però aiuterà Sheryl a non essere eliminata, cantando assieme a lei. Viene corteggiato da Rosmery ma il suo unico amore è Sheryl, infatti fa di tutto per lei.
- Laura McDonovan, interpretata da Samanta Méndez è doppiata da Roberta De Roberto.
È una ragazza rétro e intellettuale, che preferisce la musica classica alla musica pop, i romanzi di grandi autori alle riviste mondane, la tranquillità al gossip, la vita casalinga ai negozi di moda. Kike ha un debole per lei. Soprannominata da Rosmery "Quattrocchi" per via dei suoi occhiali da vista, è molto legata a quest'ultima, ma riceve da lei un trattamento vicendevolmente scortese. Sua nonna è di origine russa.
- Rosángela Rojas, interpretata da Rosangélica Piscitelli è doppiata da Eleonora Reti.
È una ragazza sempre alla moda, svampita, molto pettegola e molto ingenua. Ragazza fisicamente attraente malgrado l'apparecchio fisso che porta ai denti, ha come spasimante Josh. Per via della sua altezza viene chiamata da Rosmery "Giraffa". È la migliore amica di Rosmery, sebbene come Laura riceve un trattamento vicendevolmente scortese.
- Tina Martinez, interpretata da Maria Corina Smith è doppiata da Elena Perino.
È una ragazza molto orgogliosa e ossessionata dalla vittoria, e negata per il ballo. Abbastanza forte fisicamente, pratica ogni tipo di sport, maschile o femminile. Dietro il suo carattere, però, si nasconde un passato difficile, poiché è stata vittima di bullismo; una ragazza dura e forte che però a volte è piena di sentimento. Le piace, all'inizio, Hendrick, per cui avrà dei contrasti con Rosmery e Sheryl, ma alla fine avrà un debole per Oscar. Nelson è follemente innamorato di lei e l'aiuterà a vincere una gara di ballo. A causa della sua eccessiva precisione e pignoleria è soprannominata da tutte le sue compagne "Miss Perfettina". Figlia di un'avvocato e di un editore di rivista di moda.
- Abril Perez, interpretata da Nathalia Moretti è doppiata da Ughetta d'Onorascenzo.
È la migliore amica di Sheryl; adora dormire, mangiare e ballare. Le piace lo sport e l'hip-hop. Ha una cotta per Carmelo (a volte lo chiama "Carmelino", o "Bambolotto" quando parla di lui con altri) ed è molto brava con lo skateboard, per questo Tina, Rosmery e Rosie la soprannominano Skater. Riuscirà a fidanzarsi con Carmelo in seguito.
- Joshua "Josh" Welles, interpretato da Joshua García, doppiato da Stefano Macchi.
 Fratello minore di Hendrick e secondogenito di Beatriz. È un ragazzo sveglio e furbo, ma nient'affatto maturo. Miglior amico di Kike, insieme a quest'ultimo architetta piani d'ogni genere per avvicinarsi a Rosie e a Laura. Quando si è ritrovato ammalato, viene "massacrato" da Rosmery e Sheryl, (che volevano "curarlo" più che altro per far colpo su Hendrick) finché Laura e Kike non lo hanno curato opportunamente. Non piace a nessuna delle ragazze a causa della sua bruttezza. Rosie è la ragazza dei suoi sogni.
- Enrique "Kike" Hitchock, interpretato da Alejandro Soteldo è doppiato da Stefano De Filippis.
 Miglior amico di Josh, molto refrattario alle regole di base dell'igiene. Ha una cotta per Laura e alla fine i due stringono un grande rapporto d'amicizia. Ha come animali domestici due Periplanete Americane. Lui, a differenza di Josh, ha una grande cotta per Laura, che lei ricambia.
- Oscar, interpretato da Francisco Ruíz è doppiato da Simone Crisari.
 È il migliore amico di Hendrick, che si diverte a corteggiare le ragazze del reality, e in particolare mostra di essere attratto soprattutto da Sheryl, la quale preferisce però Hendrick. Oscar tuttavia risulta attraente a quasi tutte le ragazze di "Lottando per la Fama".
- Nelson, interpretato da Omar Sabino, doppiato da Daniele Raffaeli.
 Cameraman della trasmissione, è un ottimo ballerino di danza latino-americana ed è innamorato di Tina. È amico di Carmelo, al quale chiede spesso suggerimenti per conquistare Tina, che non si rivelano mai efficaci. Viene spesso maltrattato da Rosmery, Tina, Abril e Rosie.
- Carmelo Guzman, interpretato da Alfredo Lovera è doppiato da Gabriele Patriarca.
 Il presuntuoso ed arrogante figlio del produttore, conduttore di "Lottando per la Fama", è convinto che tutte le ragazze del programma siano attratte da lui. Mostra un certo interesse per Sheryl che però non verrà ricambiato. Viene licenziato dal padre per una giornata insieme al cameraman, per fare posto a Josh e Kike. Invita a cena Abril e si presume che in seguito si fidanzeranno.
- Tatiana Jurcovich, interpretata da Aileen Celeste è doppiata da Micaela Incitti.
 Insegnante di danza e allenatrice delle ragazze della fattoria, è una donna molto severa e ha nazionalità russa. Pretende molto dalle concorrenti, e le fa sempre stancare molto durante gli esercizi fisici. A volte sostituisce Carmelo nella presentazione del programma. Tra tutte le concorrenti, ha un occhio di riguardo per Tina, poiché è la più resistente e la meno svogliata. Un giorno si lascia corrompere da lei per aiutarla a vincere, ma il giorno dopo si vendica con la ragazza per non aver rispettato la promessa.
- Marcos Gùzman, interpretato da Diego Salazàr.
 Padre di Carmelo e produttore della trasmissione, ha la caratteristica di essere particolarmente spilorcio. Punta quasi sempre a ridurre i costi di produzione di Lottando per la Fama e di ottimizzare i ricavi derivati dallo show. Il persistente insistere sul risparmio gli vale spesso l'etichetta di "spilorcio" e "taccagno" da parte delle concorrenti. Tra le partecipanti la sua preferita è Sheryl.
- Beatriz Rocas, interpretata da Catherina Cardozo è doppiata da Emilia Costa.
 Madre di Hendrick e Josh, proprietaria e direttrice della fattoria. È una donna dolce, molto simpatica e disponibile. Ha un buon rapporto con tutte le ragazze e ha una passione per la cucina e lo yoga.
- Margarita Rivas, interpretata da Rosmeri Marval e doppiata da Laura Latini.
 Cugina di Rosmery, è una ragazza dolce, allegra e solare. Nonostante sia sua cugina, è l’esatto opposto di Rosmery: ama la natura, non le interessano i trucchi o la moda e non è affatto vanitosa. Comparirà solo in un episodio, in cui prenderà il posto di Rosmery alla fattoria.

## Produzione
La produzione della serie iniziò dopo la fine di Somos tú y yo: un nuevo dia. La serie è il secondo spin-off di Somos tú y yo e segna la fine della serie, fu creata da Vladimir Pérez, le riprese iniziarono a novembre del 2009 in Amazzonia. La serie segue il passi dei personaggi di Sheryl Rubio e Rosmeri Marval dopo di Somos tú y yo, è una specie di reality show dei personaggi della serie.  I produttori della serie mantennero alcuni attori di Somos tú y yo. Il protagonista maschile della serie è Hendrick Bages. I produttori decisero di cambiare protagonista, dato che la serie racconta la storia del personaggio di Sheryl Rubio, dopo aver rotto con il suo ragazzo, il personaggio di Victor Drija nelle stagioni precedenti.